# Stênio Garcia
Stênio Garcia Faro (Mimoso do Sul, 28 de abril de 1932) é um ator brasileiro. Conhecido por suas performances na tela e no palco, ele é ganhador de vários prêmios ao longo de sua carreira de mais de seis décadas, incluindo três Prêmios APCA, um Prêmio Guarani, um Prêmio Molière, um Prêmio Qualidade Brasil, e um Troféu Imprensa, além de ter recebido indicação para um Grande Otelo.
Após se formar no Conservatório Nacional de Teatro, no Rio de Janeiro, ele iniciou sua carreira no teatro na década de 1950. Integrou o elenco das principais montagens do teatro brasileiro ao longo das décadas seguintes. Estreou na televisão com participações especiais no seriado O Vigilante Rodoviário (1961). Por sua interpretação de Aimbé na minissérie A Muralha (1968), ele ganhou maior notoriedade e elogios da crítica, saindo-se vencedor do Troféu Imprensa de melhor ator. Desde então passou a interpretar vários personagens marcantes na televisão, conciliando carreira também no teatro.
No cinema, ele iniciou sendo dirigido por Anselmo Duarte em Vereda da Salvação (1964). Ao longo das décadas de 1970 e 1980, participou de várias produções do cinema nacional. Entre 1979 e 1981, Stênio protagonizou o seriado Carga Pesada como o caminhoneiro Bino, um de seus papéis mais populares, pelo qual venceu o Prêmio APCA de melhor ator de televisão. Mais de 20 anos depois, voltou a interpretar o mesmo personagem na continuação da série, exibida entre 2003 e 2007, na TV Globo. Em 1983, voltou a ser elogiado pela sua performance como o policial Lucena na série Bandidos da Falange, que lhe rendeu o seu segundo Prêmio APCA de melhor ator de televisão.
No premiado filme Eu, Tu, Eles, protagonizado por ele ao lado de Regina Casé, Luiz Carlos Vasconcelos e Lima Duarte, interpretou Zé. Ele recebeu aclamação da crítica e foi premiado com as principais honrarias do cinema, incluindo o Prêmio APCA e o Prêmio Guarani de melhor ator, além de sua indicação ao Grande Otelo. Em O Clone (2001), interpretou o muçulmano Ali e recebeu o Prêmio Qualidade Brasil de melhor ator coadjuvante em televisão. Ainda se destacou como Jacó em O Profeta (2006), Barretão em Duas Caras (2007), Laudelino em A Vida da Gente (2011), o Delegado Ricardo em Meu Pedacinho de Chão (2014) e, mais recentemente, como o político Jurandir Sampaio na série Filhas de Eva (2021).

## Biografia
Em 1958, formou-se no Conservatório Nacional de Teatro, no Rio de Janeiro, e ganhou uma bolsa de estágio no Teatro Cacilda Becker (TCB), o que foi o marco  inicial de sua carreira teatral.
Em 1960, Stênio ingressou no elenco da última fase do Teatro Brasileiro de Comédia (TBC), intercalando suas atuações com a atividade no Cacilda Becker. No final da década de 1960, ele já era um ator premiado em montagens inovadoras do teatro brasileiro, trabalhando com nomes como Ziembinski, Ademar Guerra, Flávio Rangel e Antunes Filho. No início dos anos de 1960, Stênio apareceu num episódio da série de TV O Vigilante Rodoviário, no papel de um vilão grileiro de terras.
Em 1972, com a mudança para o Rio de Janeiro, o ator começou a se destacar nos mais variados personagens tanto na televisão quanto no cinema, sempre atuando em produções de sucesso.
Em março de 2020, em entrevista ao jornal O Dia, Saade contou que o marido não era escalado para uma novela inteira desde 2012, devido a desavenças com o diretor de dramaturgia Silvio de Abreu desde 1968, quando Garcia era casado com Cleyde Yáconis. Garcia chegou a fazer um apelo aos diretores para voltar a emissora. Em 20 de março Glória Perez garante o ator na sua próxima novela das nove, prevista para 2021.
Em 30 de março de 2020, o ator foi demitido da Rede Globo, onde foi contratado durante 47 anos.

## Vida pessoal
Foi casado com a atriz Cleyde Yáconis, mas enquanto a irmã dela, a também atriz Cacilda Becker, estava em coma, ele a deixou. Casou-se também com a atriz Clarice Piovesan, com quem teve duas filhas: Cássia e Gaya. Atualmente é casado com a também atriz Marilene Saade (nascida no Rio de Janeiro em 11 de maio de 1968).
Em sua cidade natal (Mimoso do Sul), localiza-se o teatro que leva seu nome, o Teatro Stênio Garcia.
Em 2015, o ator acabou ganhando destaque na internet por um fato inusitado. Ele e sua esposa tiveram fotos íntimas espalhadas pelas redes sociais.

## Filmografia

### Televisão
| Ano     | Título                               | Personagem                                   | Notas                                   |
| ------- | ------------------------------------ | -------------------------------------------- | --------------------------------------- |
| 1961    | Vigilante Rodoviário                 | Bandido                                      | Episódio: "A Chantagem"                 |
| 1961    | Vigilante Rodoviário                 | —                                            | Episódio: "Terras de Ninguém"           |
| 1966    | As Minas de Prata                    | José                                         |                                         |
| 1967    | Os Fantoches                         | Torquato                                     |                                         |
| 1968    | A Muralha                            | Aimbé                                        |                                         |
| 1968    | O Terceiro Pecado                    | Tomás                                        |                                         |
| 1969    | Dez Vidas                            | Silvério dos Reis                            |                                         |
| 1969    | Os Estranhos                         | Daniel                                       |                                         |
| 1971    | Hospital                             | Maurício                                     |                                         |
| 1972    | Na Idade do Lobo                     | Chico                                        |                                         |
| 1973    | Cavalo de Aço                        | Brucutu                                      |                                         |
| 1973    | O Semideus                           | Lorde José                                   |                                         |
| 1975    | Gabriela                             | Felismino                                    |                                         |
| 1976    | Saramandaia                          | Geraldo Antunes                              |                                         |
| 1976    | Planeta dos Homens                   | Xuxu                                         | Quadro: "Kika & Xuxu"                   |
| 1978    | Kika e Xuxu                          | Xuxu                                         | [ 13 ]                                  |
| 1978    | Caso Especial                        | Borba Gato                                   | Episódio: "O Caminho das Pedras Verdes" |
| 1979    | Feijão Maravilha                     | Mal Encarado                                 |                                         |
| 1979–81 | Carga Pesada                         | Bino                                         |                                         |
| 1981    | O Amor É Nosso                       | Leonardo                                     |                                         |
| 1981    | Terras do Sem-Fim                    | Amarelo Joaquim                              |                                         |
| 1981    | Caso Especial                        | Machado de Assis                             | Episódio: "Os Amores de Castro Alves"   |
| 1982    | Final Feliz                          | Mestre Antônio                               |                                         |
| 1983    | Bandidos da Falange                  | Lucena                                       |                                         |
| 1984    | Padre Cícero                         | Padre Cícero                                 |                                         |
| 1984    | Corpo a Corpo                        | Amauri Pelegrini                             |                                         |
| 1986    | Selva de Pedra                       | Pedro                                        |                                         |
| 1986    | Hipertensão                          | Chico                                        |                                         |
| 1988    | O Pagador de Promessas               | Dedé                                         |                                         |
| 1988    | Caso Especial                        | Batista                                      | Episódio: "Mocinha e Bandido"           |
| 1989    | Que Rei Sou Eu?                      | Corcoran                                     |                                         |
| 1989    | O Sexo dos Anjos                     | Padre Aurélio                                |                                         |
| 1990    | Rainha da Sucata                     | Mendigo                                      | Episódio: "4 de abril"                  |
| 1990    | Os Trapalhões                        | Sam Capone                                   | Episódio: "A Troca da Mala"             |
| 1990    | Boca do Lixo                         | Ciro                                         |                                         |
| 1990    | Meu Bem, Meu Mal                     | Argemiro Castro                              |                                         |
| 1991    | O Dono do Mundo                      | Herculano Maciel                             |                                         |
| 1992    | De Corpo e Alma                      | Domingos Bianchi                             |                                         |
| 1993    | O Mapa da Mina                       | Amigo de Vicente                             | Episódio: "29 de março"                 |
| 1993    | Agosto                               | Ramos                                        |                                         |
| 1993    | Olho no Olho                         | Armando                                      |                                         |
| 1994    | A Madona de Cedro                    | Padre Estêvão                                |                                         |
| 1994    | Tropicaliente                        | Samuel                                       |                                         |
| 1995    | Engraçadinha                         | Carlinhos                                    |                                         |
| 1995    | Decadência                           | Tavares Branco Filho                         |                                         |
| 1995    | Explode Coração                      | Pepe Nicolich                                |                                         |
| 1996    | O Rei do Gado                        | Zé do Araguaia                               |                                         |
| 1998    | Hilda Furacão                        | Tonico Mendes                                |                                         |
| 1998    | Mulher                               | Delegado Rosas                               | Episódio: "Dias Quentes"                |
| 1998    | Torre de Babel                       | Bruno Maia                                   |                                         |
| 2000    | A Muralha                            | Caraíba                                      |                                         |
| 2000    | Sai de Baixo                         | Boca                                         | Episódio: "Cigana que Eu Gosto"         |
| 2001    | Os Maias                             | Manuel Monforte                              |                                         |
| 2001    | A Padroeira                          | Dom Antônio Cabral                           | Episódios: "6 de agosto"                |
| 2001    | O Clone                              | Sid Ali Rachid                               |                                         |
| 2002    | Pastores da Noite                    | Chalub                                       |                                         |
| 2003    | Kubanacan                            | Rubio Montenegro                             | Episódio: "5 de maio"                   |
| 2003–07 | Carga Pesada                         | Bino                                         |                                         |
| 2005    | Hoje É Dia de Maria                  | Asmodeu                                      |                                         |
| 2005    | Hoje É Dia de Maria: Segunda Jornada | Asmodeu                                      |                                         |
| 2006    | O Profeta                            | Jacó de Oliveira                             | Episódios: "16 de outubro"              |
| 2007    | Duas Caras                           | Deputado Paulo de Queirós Barreto (Barretão) |                                         |
| 2008    | Ó Paí, Ó                             | Seu Jerônimo                                 | Episódio: "Negócio Torto"               |
| 2009    | Caminho das Índias                   | Dr. Mário Augusto Castanho (Dr. Castanho)    |                                         |
| 2010    | Malhação                             | Ramon                                        | Episódio: "18 de novembro"              |
| 2010    | Dança dos Famosos                    | Participante                                 | Temporada 7                             |
| 2011    | Batendo Ponto                        | Nestor                                       |                                         |
| 2011    | A Vida da Gente                      | Laudelino Rocha                              |                                         |
| 2012    | Salve Jorge                          | Arturo Vieira                                |                                         |
| 2014    | Meu Pedacinho de Chão                | Delegado Ricardo                             | Episódios: "12–15 de abril"             |
| 2015    | Tomara que Caia                      | Bira                                         | Episódio: "Esse Samba É o Bicho!"       |
| 2015    | Totalmente Demais                    | Bino                                         | Episódios: "10–11 de novembro"          |
| 2016    | Malhação: Pro Dia Nascer Feliz       | Raimundo                                     | Episódios: "23–26 de agosto"            |
| 2018    | Deus Salve o Rei                     | Dom Bartolomeu, Inquisidor da Cália          | Episódios: "23–26 de maio"              |
| 2020    | Isso é Muito Minha Vida              | Ele mesmo                                    | Episódio: "15"                          |
| 2021    | Filhas de Eva                        | Deputado Jurandir Sampaio (Sampaio)          | Episódio: "1"                           |
| 2025    | Show 60 Anos                         | Bino                                         | Especial dos 60 Anos da Globo           |

### Cinema
| Ano  | Título                              | Personagem          |
| ---- | ----------------------------------- | ------------------- |
| 1964 | O Vigilante contra o Crime          |                     |
| 1964 | Vereda de Salvação                  |                     |
| 1967 | Vigilante em Missão Secreta         |                     |
| 1968 | As Amorosas                         | Zeca                |
| 1969 | A Mulher de Todos                   | Flávio Azteca       |
| 1970 | A Guerra dos Pelados                | Nenê                |
| 1970 | O Pornógrafo                        | Miguel Metralha     |
| 1973 | Em Compasso de Espera               | Radar               |
| 1975 | Ana, a Libertina                    | Nove Horas          |
| 1976 | O Esquadrão da Morte                | Rato Branco         |
| 1977 | As Três Mortes de Solano            | Solano              |
| 1977 | Morte e Vida Severina               | Severino            |
| 1977 | O Crime do Zé Bigorna               | Chicão              |
| 1978 | Tudo Bem                            | Trabalhador         |
| 1987 | Leila Diniz                         |                     |
| 1989 | Kuarup                              | Coronel Ibiratinga  |
| 1989 | Solidão, uma Linda História de Amor |                     |
| 1990 | Mais que a Terra                    | Cícero              |
| 1991 | Brincando nos Campos do Senhor      | Boronai             |
| 1997 | Os Matadores                        | Duão                |
| 1998 | Hans Staden                         | Pajé                |
| 1998 | Menino Maluquinho 2 - A Aventura    | Tonico              |
| 2000 | Eu, Tu, Eles                        | Zezinho             |
| 2000 | O Circo das Qualidades Humanas      | Chicão              |
| 2004 | Redentor                            | Acácio              |
| 2005 | Casa de Areia                       | Luiz                |
| 2007 | Ó Paí, Ó                            | Seu Jerônimo        |
| 2012 | O Inventor de Sonhos                | Aristides           |
| 2017 | Os Penetras 2 – Quem Dá Mais?       | Adão                |
| 2018 | O Beijo no Asfalto                  | Aprígio             |
| 2020 | Mulher Oceano                       | Pai de Ana          |
| 2022 | Me Tira da Mira                     | Pedro               |
| 2023 | Perlimps                            | João de Barro (voz) |

## Teatro

### Teatro
- 1971 – As Aventuras de Peer Gynt. Estreia no Teatro Itália (São Paulo), em abril de 1971, foi levada para o Teatro Municipal de Santo André (SP) em outubro de 1971. Uma produção de Antunes Filho Produções Artísticas, sob direção de Antunes Filho, que ganhou o Prêmio Molière com tal direção. No elenco, além de Stênio Garcia estavam Ariclê Perez, Jonas Bloch, Ciro Corrêa de Castro, Ewerton de Castro, Roberto Frota, Ricardo Blat. Stênio Garcia ganhou o Prêmio Molière com tal interpretação.[23]

## Prêmios e indicações
| Ano  | Festival                                              | Categoria                | Nomeações                 | Resultado |
| ---- | ----------------------------------------------------- | ------------------------ | ------------------------- | --------- |
| 1969 | Troféu Imprensa                                       | Melhor Ator              | A Muralha                 | Venceu    |
| 1971 | Prêmio Molière                                        | Melhor Ator              | As Aventuras de Peer Gynt | Venceu    |
| 1981 | Troféu Associação Paulista de Críticos de Arte (APCA) | Melhor Ator em Televisão | Carga Pesada              | Venceu    |
| 1984 | Troféu Associação Paulista de Críticos de Arte (APCA) | Melhor Ator em Televisão | Bandidos da Falange       | Venceu    |
| 1992 | Troféu Imprensa                                       | Melhor Ator              | O Dono do Mundo           | Indicado  |
| 1997 | Prêmio Contigo! de TV                                 | Melhor Ator Coadjuvante  | O Rei do Gado             | Venceu    |
| 2001 | Prêmio Guarani do Cinema Brasileiro                   | Melhro Ator              | Eu Tu Eles                | Venceu    |
| 2001 | Troféu Associação Paulista de Críticos de Arte (APCA) | Melhor Ator              | Eu Tu Eles                | Venceu    |
| 2001 | Grande Prêmio do Cinema Brasileiro                    | Melhor Ator              | Eu Tu Eles                | Indicado  |
| 2002 | Prêmio Arte Qualidade Brasil                          | Melhor Ator Coadjuvante  | O Clone                   | Venceu    |
| 2008 | Prêmio Extra de Televisão                             | Melhor Ator Coadjuvante  | Duas Caras                | Indicado  |